# Im Innern der Erde wütet das Nichts
Im Innern der Erde wütet das Nichts ist ein Gedichtband von Jürg Federspiel. Er erschien 2000 im Waldgut-Verlag in Frauenfeld.

## Inhalt
Im Innern der Erde wütet das Nichts besteht aus 42 Gedichten, welche vorher teilweise auch in anderen Werken Federspiels veröffentlicht wurden. Die im vergriffenen, 1993 im Waldgut-Verlag erschienenen Gedichtband Plötzlich enthaltenen Gedichte sind mit Ausnahme von Lullaby auch in diesem Band enthalten. Thematisch ähneln die Gedichte der Prosa Federspiels, es werden die Reisen in die USA und nach Lateinamerika wieder aufgegriffen, ausserdem werden seine Hauptmotive Tod, Zerstörung, Perspektivlosigkeit des Menschen angesichts des Schicksals wieder aufgegriffen. Im Gedicht Die Umkehr heisst es programmatisch: «Die Macht des Schicksals / fährt in die Einbahnstraße / bringt Selbstmörder um / blendet die Tauben und Lahmen / zerstört die Ruinen von Troja / unterwühlt Katakomben / röntget die Opfer / von Hiroshima.»

## Stil
Federspiels Gedichte sind nicht gereimt und besitzen kein festes Versmass. Auffällig ist, dass ein Grossteil der Gedichte eine Übergangsform zur Prosa darstellt. Andere Gedichte sind hingegen auch von der konkreten Poesie inspiriert. Peter Rüedi von der Weltwoche bezeichnete die Gedichte nicht als «gedrechselt[e] oder gemeisselt[e] Kunst-Stücke der lyrischen Form, sondern [als] ziemlich krude Maul-Würfe».

## Kritik
„In Federspiels Texten waltet, beim abgewandten Gott, kein Prinzip Hoffnung. Dennoch sind sie zwar aussichts- aber nicht hoffnungslos. Der Hass schreit nach der abwesenden Liebe, und der Tod nach dem verpassten Leben.“

„Es gelte die Bezüge herauszufinden zu anderen Geschichten und Geschichtenerzählern oder auch zu eigenen Erfahrungen, um die Gedichte Federspiels schichtweise freizulegen. Feinheiten, feine Unterscheidungen der Rezensentin, die sich der Mühe der ‚geduldigen Lektüre‘ gerne unterzogen hat und den ‚Ton der wachen Melancholie‘ Federspiels rühmt.“

## Ausgaben
- Jürg Federspiel: Im Innern der Erde wütet das Nichts. Waldgut, Frauenfeld 2000 (=Bodoni-Druck 57) ISBN 3-7294-0288-9.